# Surimposition
En géologie, la surimposition est le phénomène par lequel un cours d'eau coulant sur une surface d'érosion plane (installée sur des roches plissées ou sur des couches discordantes), s'enfonce dans ces structures en gardant son orientation primitive.

## Exemples
- Gorges du Fier[1]